# Usenet

Diskussionen werden im Newsreader als Bäume dargestellt. Hier eine Newsgroup in dem Programm Mozilla Thunderbird.

Das Usenet (/ˈjuːznɛt/, ursprünglich Unix User Network – englisch für ‚Unix-Benutzer-Netzwerk‘) ist ein weltweites, elektronisches Netzwerk, das einen eigenen selbstständigen Dienst des Internets neben dem World Wide Web darstellt. Es entstand 1979, lange vor dem World Wide Web.
Es stellt fachliche Diskussionsforen aller Art in reiner Textform zur Verfügung, die Newsgroups, an denen grundsätzlich jeder teilnehmen kann. Der Teilnehmer verwendet dazu üblicherweise einen Newsreader. Es stellt eine bedeutende Wissenssammlung dar, die in die frühen 1980er Jahre zurückreicht. Daneben gibt es auch die Parallelstruktur des Binary Usenet, das auch Binärdateien als Anhänge mitverteilen kann.

## Funktionsweise
Die Funktionsweise des Usenet wird oft mit Schwarzen Brettern verglichen: Jemand schreibt eine Nachricht (das posting), und heftet diese an das Schwarze Brett, wo sie für jeden Interessierten sichtbar und abrufbar ist. Dieser Vergleich gibt jedoch nur einen Teilaspekt des Usenet wieder, da die Kommunikation über Schwarze Bretter in der Regel nur in eine Richtung läuft: Eine Nachricht wird dort nämlich für gewöhnlich nicht durch jemanden beantwortet, indem dieser wiederum eine (Antwort-)Nachricht an das Schwarze Brett heftet; die weitere Kommunikation findet auf einem anderen Weg (z. B. per Telefon) statt. Beim Usenet ist die Beantwortung einer Nachricht durch eine weitere Nachricht innerhalb desselben Mediums allerdings der übliche Weg.
Ein passenderer Vergleich, von dem auch die Usenet-Sprache herrührt, ist das Zeitungswesen:
- Jemand schreibt einen Artikel (eine news oder einen article) für die Zeitung (newsgroup).
- Ein Leser nimmt auf diesen Artikel Bezug und schreibt einen Leserbrief (ein follow-up), den er an die Zeitung schickt.
- Durch die Veröffentlichung wird dieser Leserbrief seinerseits zu einem Artikel, auf den sich nun weitere Leser beziehen können. Somit entsteht also eine Kommunikation in beide Richtungen.

Das Usenet unterscheidet sich jedoch darin, dass es keine Redaktion hat, die eine Vorauswahl der zu veröffentlichenden Artikel oder Leserbriefe trifft. Ausnahme sind die relativ wenigen moderierten Newsgroups, deren Moderatoren allerdings im Allgemeinen demokratisch gewählt und an Mehrheitsbeschlüsse gebunden sind.
Vorteile des Usenets sind die Geschwindigkeit und die hohe Teilnehmerzahl. Innerhalb weniger Stunden können zu kontroversen Themen riesige Diskussionsbäume (sogenannte Threads) entstehen. Durch seine vielfach redundante Verteilung auf tausende Newsserver in vielen verschiedenen Staaten ist das Usenet auch vergleichsweise unempfindlich gegen Zensur.

### Benutzung
Der Zugang zum Usenet und den Newsgroups erfolgt über ein auf dem Rechner installiertes Programm, einen sogenannten Newsreader. Eingeschränkter Zugang ist auch mittels E-Mail (Mail-To-News-Gateway) oder über eine entsprechende Webseite (Web-To-News-Gateway) möglich.
Im Falle eines Newsreaders ist diesem normalerweise zuerst die Adresse des zu benutzenden Newsservers mitzuteilen. Das Programm kann von diesem dann alle dort vorhandenen Newsgroups auflisten. Der Benutzer wählt diejenigen aus, die er lesen möchte, und der Newsreader lädt die Beiträge dieser Newsgroups zur Anzeige herunter. Der Benutzer wählt eine bestimmte Newsgroup aus und kann sich eine Liste der anstehenden Postings ansehen, meist wahlweise entweder chronologisch oder nach Themen (Threads) sortiert. Er wählt daraus die ihn interessierenden Postings aus, liest sie und kann sie beantworten, um so ein neues Posting zu erzeugen. Selbstverständlich gibt es auch die Möglichkeit, ein Posting zu einem vollkommen neuen Thema zu erstellen.

### Umgangsformen
Die besondere Art der Kommunikation zwischen mehreren Menschen über Textnachrichten führt zu spezifischen Problemen. Die Netiquette ist eine Sammlung von Empfehlungen zum Umgang miteinander, die sich über die Jahre herausgebildet haben und von vielen Teilnehmern als sinnvoll erachtet werden. Einzelne Punkte der Netiquette, insbesondere die Empfehlung zur Preisgabe des wirklichen Namens, sind aber durchaus umstritten.
Im Gegensatz zum Chat kann man im Usenet nicht schon nach ein paar Sekunden Antwort erwarten, denn die Nachricht muss zunächst von Server zu Server weitergereicht werden. Außerdem lesen viele Teilnehmer die Beiträge offline, das heißt, sie laden sich die neuen Beiträge in den von ihnen abonnierten Gruppen einmal oder mehrmals am Tag auf die lokale Festplatte herunter, schreiben ihre Antworten dann offline und senden diese gesammelt an ihren Server zurück. Dies ist unter anderem auch ein Grund, weswegen die meisten Teilnehmer gereizt auf exzessives Wiederholen desselben Inhalts reagieren. Auch das Versenden eines Artikels in mehrere Gruppen (Crossposting) sollte sparsam eingesetzt werden. Unerwünscht sind Multipostings (derselbe Artikel unter verschiedenen Message-IDs mehrfach versendet) und wiederholte Werbung (Spam).
Was in der Gruppe gepostet werden sollte, ist in den meisten Newsgroups in der jeweiligen Charta festgelegt. Dringend zu empfehlen ist ebenfalls das Lesen der FAQ einer Newsgroup, in der häufig gestellte Fragen beantwortet werden. Wer eine häufig gestellte Frage erneut stellt, muss oftmals mit rüdem Ton in den Antworten rechnen. Es empfiehlt sich zusätzlich, erst einmal eine Reihe existierender Artikel durchzulesen, bevor man selbst etwas schreibt. Man bekommt so ein Gefühl für das Klima der Gruppe.
Die Netiquette unterscheidet sich teilweise von Hierarchie zu Hierarchie. Beispielsweise ist in einigen Hierarchien die Verwendung von Pseudonymen nicht gerne gesehen, in anderen Hierarchien wird sie von etlichen Benutzern als Verstoß gegen die Netiquette gesehen, in wiederum anderen Hierarchien ist sie dagegen allgemein akzeptiert. Was akzeptabel ist und was nicht, ist gelegentlich auch Gegenstand heftiger Diskussionen.
Da sich der Verlauf vieler Usenet-Diskussionen ähnelt, wurden verschiedene Regelmäßigkeiten als sogenannte Usenet-Laws formuliert. Bekanntestes Beispiel ist Godwin’s law.

## Vergleich mit ähnlichen Kommunikationsmitteln

### Vergleich mit Mailinglisten
Eine Newsgroup hat eine ähnliche Funktion wie eine Mailingliste. In der Regel ist sowohl eine Newsgroup als auch eine Mailingliste einem bestimmten Thema gewidmet. Es ist nicht erforderlich, dass Leser einer Nachricht genau dann online sind, wenn sie verschickt wird. Viele Teilnehmer schreiben ihre Nachrichten offline und übermitteln sie später an den Server. Weil die Benutzung von Mailinglisten und Newsgroups sehr ähnlich ist, gibt es in Einzelfällen sogar Gateways, die Nachrichten in einer bestimmten Mailingliste in eine bestimmte Newsgroup kopieren (und/oder umgekehrt).
Obschon die Benutzung von Mailingliste und Newsgroup relativ ähnlich ist, unterscheiden sich die beiden Systeme in technischer Hinsicht. Eine Mailingliste ist von einem bestimmten Server abhängig, der die Benutzer verwaltet und Mails entgegennimmt und an alle Abonnenten weiterschickt. Das Usenet dagegen ist dezentral organisiert, viele Gruppen sind auf dutzenden oder gar hunderten von Servern verfügbar, was das System unempfindlich gegen den Ausfall einzelner Server macht und somit die Verfügbarkeit des Gesamtsystems erhöht. Außerdem gibt es im Usenet in der Regel keine zentrale Benutzerverwaltung, es kann also niemand kontrollieren, wer Zugang zu einer bestimmten Newsgroup hat.
Der Inhalt von Mailinglisten kann durch den Internet-Service gmane in das Usenet gespiegelt werden. Auf diese Weise können Mailinglisten parallel zu Newsgroups mit einem Newsreader genutzt werden.

### Vergleich mit Webforen
Webforen bieten eine sehr ähnliche Kommunikationsweise wie das Usenet. Allerdings unterscheiden sich die zum Zugriff erforderlichen Programme (Software):
Bei einem Webforum gibt dessen Autor oder Administrator das Aussehen der Nachrichten und die Funktionen zur Nachrichtendarstellung und -bearbeitung zentral vor, die Darstellung erfolgt im Browser. Im Usenet bestimmt hingegen der Newsreader die Anordnung und das Aussehen der einzelnen Nachrichten (Postings). Je nach eingesetztem Newsreader gibt es verschiedene Möglichkeiten, Nachrichten darzustellen und auszuwählen, zum Beispiel können die Nachrichten zu einem Thema hierarchisch angeordnet werden, so dass man an der Einrückung sofort erkennt, welche Nachricht sich auf welche vorhergehende Nachricht bezieht (Thread-Ansicht). Außerdem können bestimmte Teilnehmer oder Diskussionen ausgeblendet werden.
Weitere Unterschiede zu Webforen sind:
- Es wird in der Regel zwar nur ein einziger Newsserver kontaktiert, um alle Nachrichten aus allen abonnierten Newsgroups abzuholen beziehungsweise um Nachrichten zu veröffentlichen, aber da alle Newsserver die Nachrichten untereinander austauschen, sind diese auf vielen Systemen gespeichert (Redundanz). Webforen speichern die Nachrichten hingegen lediglich auf einem oder einigen wenigen Servern.
- Alle Nachrichten sind in der Regel rein textbasiert; Grafiken oder Auszeichnungen sind unerwünscht, obwohl Anhänge oder HTML-Nachrichten technisch durchaus möglich sind.

Auch die relativ lange Existenz des Usenets macht einen wichtigen Unterschied aus: Es hat sich im Laufe der Zeit eine eigene Usenet-Kultur entwickelt mit langer Tradition, die eigene Umgangsformen und eine eigene Sprache hervorgebracht hat. Die Entwicklung einer eigenen Kultur in Webforen ist auch zu sehen, doch orientiert sich diese vor allen Dingen an jungen Netzteilnehmern, die eine eigene Sprache besitzen und ebenfalls eigene Umgangsformen pflegen. Ein Austausch unter diesen Kulturen findet nur sehr begrenzt statt. Diese unterschiedlichen Kulturen scheinen ursächlich für manchen Konflikt zwischen Usenet- und Webforen-Liebhabern zu sein.
Während Zensur bei Webforen meist von zentralen Autoritäten durchgeführt wird, ist im Usenet durch den Fremdcancel die technische Möglichkeit zur dezentralen Zensur gegeben. Die Verantwortung, die zensurbefugte Webforen-Benutzer haben, wird von Usenet-Teilnehmern jedoch nicht verlangt, da das Usenet eher den Rechtsstatus einer globalen Kommunikationsplattform als den einer lokalisierbaren Webpräsenz hat.

## Struktur
Um das Usenet übersichtlich zu gestalten, wird es in einzelne Newsgroups unterteilt. Das sind Gruppen, in denen nur über ein bestimmtes Thema diskutiert wird. Zum Beispiel über Festplatten, Kinofilme oder Politik. Newsgroups sind baumartig nach Themen geordnet, was sich auch in ihren Namen widerspiegelt. Gruppen mit gemeinsamem Namenspräfix gehören zur selben Hierarchie.
So existiert beispielsweise die deutschsprachige Usenet-Hierarchie de.*. Freizeitthemen werden in dieser Hierarchie unter de.rec angesiedelt (rec als Kurzform von recreation, englisch für Erholung/Entspannung). Alle Gruppen, die Spiele als Thema haben, sind wiederum unter de.rec.spiele angeordnet. So existiert dann unter anderem die Newsgroup de.rec.spiele.brett+karten, die sich nur mit Brett- und Kartenspielen beschäftigt.
Viele Gruppen haben als letzten Namensteil misc (für englisch miscellaneous, Verschiedenes). Diese sind als Sammelgruppen für Themen gedacht, die keine eigene Gruppe innerhalb einer Subhierarchie haben. So werden in de.rec.spiele.misc alle Spiele behandelt, die nicht in einer der anderen Spielegruppen der Subhierarchie de.rec.spiele Thema sind.
Hierarchien haben meist eine Gemeinsamkeit, die für alle enthaltenen Gruppen gilt (Ausnahmen sind beispielsweise alt oder free). Bei de ist das die zu verwendende Sprache Deutsch. Außerdem existieren Hierarchien
- für bestimmte Länder, Regionen oder Städte (beispielsweise ch für die Schweiz, nrw für Nordrhein-Westfalen oder muc für München),
- zu einem Themenkomplex wie Wissenschaft (sci),
- für eine Firma, Organisation oder ein Projekt (microsoft, gnu, eclipse),
- zu bestimmten Universitäten und Forschungseinrichtungen.

Manche Hierarchien sind auf vielen Servern weltweit auffindbar, andere sind eingeschränkt auf einen bestimmten Newsserver. Man spricht auch von öffentlichen und privaten Hierarchien, wobei auch bei privaten Hierarchien oft jeder teilnehmen kann, nur die Weiterverbreitung der Artikel auf andere Server ist eingeschränkt oder gänzlich unerwünscht. Grund für die Beschränkung sind u. a. die Vermeidung von Spam oder der Wunsch, nicht in Archiven wie Google Groups aufgenommen zu werden.
Für Anfänger (Newbies) empfehlenswert sind die Gruppen der Subhierarchie [de].newusers, in denen regelmäßig aktuelle FAQ gepostet werden und erfahrene Benutzer Fragen beantworten.
Inzwischen gibt es diverse Anbieter, über die ein kommerzieller Zugang zum Usenet erworben werden kann. Die jeweiligen Provider und ihre Reseller bieten Zugriff auf unterschiedliche Backbones an. Bei den Backbones handelt es sich um die konkreten Server, auf denen die Dateien des Usenets gespeichert werden. Die Dateien werden zwischen den einzelnen Backbones gespiegelt, je nach Anbieter unterscheidet sich jedoch die maximale Speicherdauer in der Dateien aufgehoben werden.

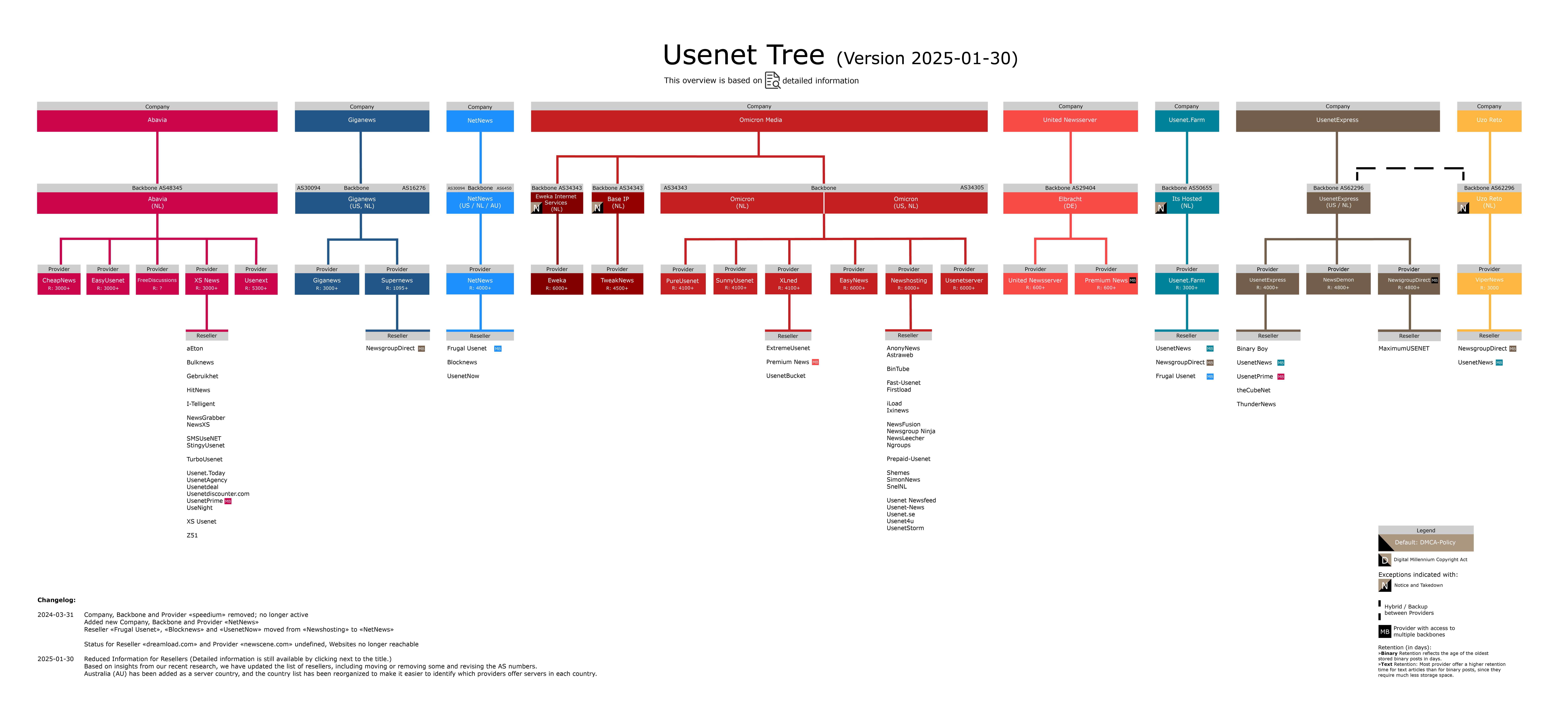
Usenet-Landschaft 2025

## Geschichte

### Major Seven / Big Eight
Das Usenet wurde von Tom Truscott, Steve Bellovin und Jim Ellis 1979 in den Vereinigten Staaten als Verbindung zweier Unix-Rechner an der University of North Carolina und der Duke University aus der Taufe gehoben. Die Idee dahinter war, eine freie Alternative zum Arpanet, dem Vorläufer des heutigen Internets, zu schaffen. Der Datenaustausch erfolgte über herkömmliche Telefonleitungen mit dem Unix-Protokoll UUCP (Unix to Unix Copy).
Schon bald wurden weitere Rechner in das Netz integriert, wegen des verwendeten UUCP-Protokolls war das Netz jedoch auf Unix-Rechner beschränkt. Über UUCP bestand die Möglichkeit, zum einen persönliche Nachrichten auszutauschen (E-Mail), zum anderen in öffentlichen Foren teilzunehmen.
Um einen besseren Überblick über die verfügbaren Newsgroups zu haben, wurden diese hierarchisch nach sieben Hauptthemen unterteilt, die Major Seven oder Big Seven. Diese sind zusammen mit der 1995 geschaffenen achten Hierarchie als Big Eight bzw. Big-8 bekannt:
| comp       | Themen rund um den Computer (computer)                                                           |
| sci        | Wissenschaft und Technik (science)                                                               |
| soc        | Gesellschaft (social)                                                                            |
| talk       | Allgemeine Themen                                                                                |
| rec        | Alle Themen rund um Freizeit und Erholung, zum Teil auch Kunst und Kultur (recreational)         |
| news       | Das Usenet selbst ist Gesprächsthema                                                             |
| misc       | Alles, was nicht in einer der oben genannten Newsgroups Thema ist (miscellaneous, ‚Vermischtes‘) |
| humanities | Geisteswissenschaften, Kulturelles (seit 1995)                                                   |

Aufgrund der technischen Struktur des Usenet blieben dies lange Zeit die einzigen Hierarchien. Das Netz war bis zu dem Zeitpunkt zwar auf einige tausend Rechner angewachsen, der Datenverkehr lief jedoch großteils über wenige zentrale Rechner, deren Administratoren, die sogenannte Backbone Cabal, ziemlich viel Macht bei der Einrichtung neuer Gruppen hatten.

### Ausweitung der 1980er Jahre
Dies änderte sich 1986 mit Veröffentlichung des Protokolls NNTP (Network News Transport Protocol). NNTP wurde für den Betrieb über TCP/IP-Leitungen entwickelt. Damit konnte der Datenaustausch erfolgreich über das Internet abgewickelt und das Usenet so dezentralisiert werden, denn über das Internet ist prinzipiell jeder Newsserver von jedem Ort aus ansprechbar. Mehr noch: Jeder Administrator kann über seinen eigenen Newsserver eigene Gruppen einrichten und diese anderen Servern zur Verfügung stellen. So entstanden weitere Hierarchien.
Mit der zunehmenden Verbreitung des Usenet außerhalb der Vereinigten Staaten entstand auch der Bedarf an Newsgroups in anderen Sprachen. So entstand im Januar 1992 die deutschsprachige Usenet-Hierarchie de.* aus der Verschmelzung der deutschsprachigen Hierarchien dnet.* und sub.*. Andere Regionen richteten ebenfalls eigene Hierarchien ein. Aber auch Computerfirmen hatten längst die Möglichkeiten des Usenet als Support- und Informationsmedium entdeckt und bauten eigene Newsserver mit eigenen Hierarchien auf, die zum Teil von anderen Servern geführt werden.
Nennenswerte andere Hierarchien:
| alt          | Die alt.*-Hierarchie ist der etwas anarchische Teil des Usenet. Die Einrichtung neuer Gruppen kann hier relativ formlos erfolgen, dementsprechend existieren viele (aber qualitativ sehr unterschiedliche) Newsgroups. |
| alt.binaries | Dieser Unterhierarchie gebührt nochmals gesonderte Beachtung, da in hier angesiedelten Gruppen auch Postings mit Dateianhängen (Binärdateien) erlaubt sind. Aufgrund des großen Datenvolumens und teilweise illegaler oder pornographischer Inhalte werden diese Gruppen fast ausschließlich von kommerziellen Newsservern geführt. |
| de           | Der deutschsprachige Zweig des Usenet |
| de.answers   | Hier werden regelmäßig FAQ verschiedener Newsgroups gepostet. |
| de.comp      | Computerbezogene Themen |
| de.sci       | Wissenschaftliche und technische Gruppen |

### Rückgang seit 2001
Es ist unbekannt, wie viele Newsserver und Newsgroups es weltweit gibt. Schätzungen gehen von 50.000 bis 170.000 Newsgroups und rund 6.500 Newsservern aus. Die alt-Hierarchie umfasst etwa 20.000 Gruppen.
Die Teilnehmer- und Postingzahlen sind seit Mitte 2001 – vor allem im deutschsprachigen Teil des Usenets – rückläufig. Als Ursache wird vor allem die mangelnde Flexibilität nebst übermäßiger Bürokratie bei der Gestaltung angegeben. Ein Versuch, ein alternatives Usenet unter dem Namen Usenet II zu etablieren, scheiterte.
Die nachlassende Bedeutung des Usenet zeigt sich auch darin, dass Microsoft für den Anwender-Support keine Newsgroups mehr einsetzen will und seinen Newsserver seit dem Herbst 2010 durch Webforen ersetzt hat. Die diesbezügliche Hierarchie wird vorläufig und informell von manchen Usenet-Providern fortgeführt. Außerdem wurden im deutschsprachigen Usenet einige Gruppen neu eingerichtet, um den umzugswilligen Benutzern aus der durch die Abschaltung weggefallenen Hierarchie weiterhin Raum für Diskussionen zu bieten.
Nachdem die Duke University ihren Dienst bereits im Mai 2010 eingestellt hatte, hat die Deutsche Telekom ihren Newsserver news.t-online.de zum 1. April 2011 abgeschaltet. Zahlreiche ehemalige Benutzer des Telekom-Newsservers wechselten daraufhin zu freien Newsservern, die in eigener Initiative einen Zugriff auf das textbasierte Usenet anbieten.
Inzwischen betreibt kaum einer der großen Internetprovider in Deutschland noch selbst einen Newsserver (Ausnahmen: NetCologne, Telefonica und M-net); O2 hatte den Nutzungsvertrag mit Individual ohne vorherige Benachrichtigung der betroffenen Kunden zum Ende 2014 gekündigt, der dafür eingesetzte Server bei Individual wurde daraufhin abgebaut.

### Newsgroups mit Binärdateien (Binary Usenet)
Der Zugriff auf diese speziellen Newsgroups aus der alt.-Hierarchie ist meist nur über kommerzielle Newsserver möglich. Bei einigen Anbietern sind auch Pauschaltarife (englisch flatrate) möglich. Das Herunterladen der Daten (englisch download) erfolgt ausschließlich von den Servern der Anbieter, somit ist meistens eine volle Auslastung der eigenen Internet-Bandbreite möglich. Aktuell werden knapp 900 verschiedene Newsgroups in der alt.binaries-Hierarchie aktiv genutzt.
Innerhalb dieser Diskussionsforen ist es auch möglich, Anhänge mit urheberrechtlich geschützten Inhalten wie Filme, Musik und Software zu versenden. Durch kommerzielle Newsserver wird das Auffinden von Dateien, die in den Binary-Newsgroups gesendet werden, erheblich erleichtert. Insofern ist im Laufe der letzten Jahre eine ähnliche rechtliche Problematik wie bei Filesharing-Tauschbörsen entstanden. Kommerzielle Usenet-Anbieter wie Firstload, GigaNews oder Usenext werben mit der Möglichkeit des Downloads dieser riesigen Datenbestände und/oder langen Vorhaltezeiten sowie Zusatzdiensten wie eigene VPN.
Die Betreiber von Usenet-Providern bringen häufig vor, dass sie als reine Zugangsanbieter keine Verantwortung für die in den Newsgruppen diskutierten Inhalte und Dateianhänge haben. Schließlich handele es sich um ein weltweites elektronisches Netzwerk, das den Rechtsstatus eines Kommunikationssystems habe.
Die Verwertungsgesellschaft GEMA ging in der Vergangenheit bereits gegen einige Usenet-Zugangsanbieter vor, konkret etwa gegen UseNeXT der Aviteo Ltd. aus München. Die Usenet-Provider in Deutschland sind per Rechtsprechung angehalten, bei Kenntnis von rechtswidrigen Inhalten diese zu sperren. Allerdings bestehe keine umfassende Kontrollpflicht seitens der Usenet-Provider, da dies den zumutbaren Aufwand aufgrund der dezentralen Struktur des Usenets übersteige. Am 28. September 2011 untersagte ein Gericht in Amsterdam auf Antrag der niederländischen Antipiraterie-Organisation BREIN dem Anbieter News Service – einem der größten Usenet-Provider weltweit – die Verbreitung urheberrechtlich geschützter Inhalte, was zur Einstellung des Dienstes führte. Das niederländische Unternehmen legte darauf Berufung ein, der Anbieter ging vom Netz. Der Oberste Gerichtshof hat am 23. Januar 2023 alle Beschwerden der BREIN-Stiftung zurückgewiesen und damit ein Verfahren beendet, das die BREIN-Stiftung vor 14 Jahren begonnen hat. Damit entschied der Oberste Gerichtshof, dass NSE als Usenet-Anbieter nicht für die Inhalte haftet, die Dritte auf seiner Usenet-Plattform platziert haben.

### Archive
Auf den meisten Newsservern werden Artikel ab einem gewissen Alter gelöscht. Da ältere Artikel trotzdem von Interesse sein können, gab es stets Bemühungen, sie zu archivieren.
Von 1995 bis 2001 stellte Deja News eine Vielzahl von Artikeln auf einer Website zur Verfügung. Die Datenbestände von Deja News wurden von Google aufgekauft und unter dem Namen Google Groups als weitere Suchdienstleistung angeboten. Google hat dieses Archiv stets auch aus anderen Quellen erweitert, so dass im Google-Archiv auch aus früheren Jahren Artikel zu finden sind. Lücken im Bestand von Google Groups ergeben sich, wenn Postings mit dem Header X-No-Archive:Yes versehen waren oder wenn sie nachträglich vom Absender aus dem Archiv gelöscht worden sind. Beim unmittelbaren Zugriff auf einen Newsserver können diese Beiträge noch abrufbar sein, wenn sie auf dem Server noch vorgehalten werden.
Usenet-Replayer macht einen Teil des binären Usenet in einem durchsuchbaren Archiv frei zugänglich.

## Technik
Newsserver transportieren die Nachrichten. Das ursprünglich zur Übertragung verwendete Protokoll war UUCP, es wurde jedoch später, bis auf wohl eher seltene Ausnahmen, durch NNTP abgelöst. Solche Verbindungen liefen zumindest in den Anfangszeiten nicht unbedingt über das Internet, so dass zumindest in Teilen eine Struktur genau wie bei den Mailboxnetzen vorlag.
Die Verbreitung und der Zugriff auf das Usenet erfolgen dagegen heute weitgehend über das Internet, da dies aber nicht zwangsläufig der Fall sein muss, wird auch heute noch von einigen Nutzern argumentiert, dass das Usenet – streng genommen – eigentlich kein Teil des Internets sei, beziehungsweise es eben zumindest nicht sein muss.
Das Datenformat für Artikel ist in RFC 5536 beschrieben. Einfach beschrieben entspricht ein einzelnes Posting genau der Struktur einer einzelnen E-Mail. Es weist wie diese diverse Header-Zeilen auf, die für das Usenet lediglich um einige spezielle Zeilentypen erweitert wurden, vor allem die „Newsgroups:“-Zeile mit der Angabe, in welcher Newsgroup oder welchen Newsgroups dieses Posting erscheinen soll.

### Transport von Textdateien
Das Usenet wurde entwickelt, um Texte zu verteilen, die im 7-Bit-ASCII-Zeichensatz erstellt wurden. Mit der Hilfe von Programmen, die 8-Bit-Dateien als ASCII-Zeichenketten kodieren können, wurde es auch möglich, binäre Dateien zu übertragen. Aufgrund ihrer Größe wurde diese Form der Veröffentlichung auf bestimmte Teilbereiche des Usenet eingeschränkt. Das machte es Administratoren leichter, die Behandlung der Artikel zu differenzieren.
Die älteste Form der Kodierung ist UUencode aus dem Unix-UUCP-Softwarepaket. Ende der 1980er Jahre gab es auf vielen Servern einen Grenzwert von 60.000 Zeichen. Heutzutage existiert ein solcher immer noch, wenn auch meist höher. Aus diesem Grund werden die Daten einer Datei typischerweise in verschiedene Artikel aufgeteilt und müssen vom Newsreader zusammengefügt werden.
Mit Header-Erweiterungen (Base64 und Quoted-Printable, MIME) kam eine neue Generation des Transportes binärer Inhalte auf, die aber im Usenet wenig Verwendung findet. Einige Betriebssysteme, die Dateien zugeordnete Hilfsinformationen benutzen, brauchen spezielle Formate. Das klassische Mac OS (vor Mac OS X) benutzte zum Beispiel Binhex oder speziell adaptierte MIME-Header.
Um die Kapazitäten des Usenet besser zu nutzen und die Geschwindigkeit beim Herunterladen zu erhöhen, wurde 2001 das Kodierungsverfahren yEnc entworfen. Es erreicht eine Verringerung der Größe um rund 30 Prozent, indem es annimmt, dass alle Zeichen außer Null, Tab, LF und CR übertragen werden. Kritiker bemängeln die fehlende Kompatibilität von yEnc mit existierenden Standards.

### Transport von Binärdateien
Diese Unterhierarchie (im Slang als binary news group bezeichnet) des Usenets enthält Texte mit Dateianhängen, dies sind meistens Audio-, Video- oder Bilddateien.
Binäre Formate sind dadurch gekennzeichnet, dass der Text-Rumpf (englisch body) durch ein eingebettetes (englisch encapsulated) Format erweitert wurde. Die binären Daten werden typischerweise per UUencode, Base64 oder MIME in übertragbares 7- oder 8-Bit-ASCII-Format umgesetzt.
In den meisten Fällen wird eine Sammlung von RAR-Dateien (Kompressionsdatenformat) veröffentlicht, zusammen mit PAR1- oder PAR2-Dateien. Letztere werden dazu verwendet, Übertragungsfehler in den RAR-Dateien zu reparieren.